# Gare de Nanterre-Ville
Gare de Nanterre-Ville vasútállomás és RER állomás Franciaországban, Nanterre településen.

## Vasútvonalak
Az állomást az alábbi vasútvonalak érintik:
- Párizs-Saint-Lazare–Saint-Germain-en-Laye-vasútvonal

## Kapcsolódó állomások
A vasútállomáshoz az alábbi állomások vannak a legközelebb:
- Gare de Nanterre-Université (Gare de Marne-la-Vallée - Chessy, A RER-vonal)
- Gare de Rueil-Malmaison (Gare de Saint-Germain-en-Laye, A RER-vonal)

## Lásd még
- Franciaország vasútállomásainak listája
- A RER állomásainak listája